# Marchesinia mackaii
Marchesinia mackaii är en bladmossart som först beskrevs av William Jackson Hooker, och fick sitt nu gällande namn av Samuel Frederick Gray. Marchesinia mackaii ingår i släktet Marchesinia och familjen Lejeuneaceae. Inga underarter finns listade i Catalogue of Life.